# Équipe cycliste Libéria
L'équipe cycliste Libéria est une formation française de cyclisme sur route existante entre 1954 et 1962.

## Histoire
À partir de 1947, l'entreprise Libéria commence à investir dans le cyclisme en sponsorisant quelques coureurs indépendants. En 1954, une équipe professionnelle est fondée et gravit rapidement les échelons.
En 1960, l'équipe participe pour la première fois au Tour de France. Avec en tête d'affiche Henri Anglade, la formation mène plusieurs échappées sans parvenir à remporter d'étapes. Anglade et Decabooter signe tout de même chacun une deuxième place sur les 19e et 11e étapes de l'édition. Le coureur le mieux placé au classement général fut Anglade avec sa 12e position.

## Principales victoires

### Courses d'un jour
- Grand Prix de Cannes : 1960 (Jean Boniffassi)
- Polymultipliée lyonnaise : 1959 et 1960 (Gilbert Salvador×2)

### Courses par étapes
- Bourg-Genève-Bourg : 1957 (Philippe Agut) et 1960 (Lucien Arnaud)
- Criterium du Dauphiné libéré : 1959 (Henri Anglade) et 1960 (Jean Dotto)

### Championnats nationaux

#### Sur route
- Championnats de France : 1
  - Course en ligne : 1959 (Henri Anglade)[1],[3]

## Bilan sur les Grands Tours

### Tour de France
- 1 participation (1962)

### Tour d'Italie
- 1 participation (1962)
- 1 victoire d'étape : Joseph Carrara

## Libéria-Grammont-Wolber en 1962
| Effectif 1962           | Effectif 1962     | Effectif 1962 | Effectif 1962                    |
| Cycliste                | Date de naissance | Pays          | Équipe précédente                |
| ----------------------- | ----------------- | ------------- | -------------------------------- |
| Henri Anglade           | 6 juillet 1933    | France        | Alcyon-Dunlop (1956)             |
| Jean-Pierre Arnaud      | 7 octobre 1937    | France        |                                  |
| Raymond Batan           | 28 avril 1934     | France        | Mercier-BP-Hutchinson (1960)     |
| Joseph Carrara          | 9 mars 1938       | France        |                                  |
| Jaak De Boever          | 29 août 1937      | Belgique      | Wiel's-Flandria (1961)           |
| Arthur Decabooter       | 3 octobre 1936    | Belgique      | Groene Leeuw-SAS-Sinalco (1961)  |
| Georges Decraeye        | 25 juillet 1933   | Belgique      |                                  |
| Édouard Delberghe       | 4 octobre 1935    | France        | Helyett-Fynsec-Hutchinson (1961) |
| Jean Dotto              | 27 mars 1928      | France        |                                  |
| Jean Dupont             | 14 mai 1938       | France        |                                  |
| Henri Epalle            | 2 février 1938    | France        |                                  |
| Guy Epaud               | 21 septembre 1936 | France        |                                  |
| André Foucher           | 2 octobre 1933    | France        |                                  |
| Leon Gevaert            | 9 mai 1937        | Belgique      |                                  |
| Christian Hamelin       | 9 avril 1938      | France        |                                  |
| Jacques Huiart          | 27 novembre 1937  | France        |                                  |
| Marc Huiart             | 5 juillet 1936    | France        |                                  |
| Jean Luisier            | 15 novembre 1937  | Suisse        |                                  |
| Rolf Maurer             | 16 avril 1938     | Suisse        |                                  |
| Jean Milesi             | 24 avril 1935     | France        |                                  |
| Charles Rigon           | 3 janvier 1944    | France        |                                  |
| Gilbert Salvador        | 11 février 1933   | France        |                                  |
| Pierre Scribante        | 22 mars 1931      | France        |                                  |
| Jean Selic              | 16 août 1934      | France        |                                  |
| Aristide Tarri          | 19 octobre 1937   | France        |                                  |
| Ab van Egmond           | 25 août 1938      | Pays-Bas      |                                  |
| Wim van Est             | 25 mars 1923      | Pays-Bas      |                                  |
| André van Houtven       | 23 avril 1936     | Pays-Bas      | Libertas-Eura Drinks (1961)      |
| Gustaaf Van Vaerenbergh | 19 août 1933      | Belgique      |                                  |
|                         |                   |               |                                  |
| Source : UCI            |                   |               |                                  |

| 23 mai | 5e étape du Tour d'Italie | Italie | Joseph Carrara |